# Eilean Tigh
Eilean Tigh est une île du Royaume-Uni située en Écosse.